# Arthur Ribeiro
Arthur Telles Cramer Ribeiro (21 marzo 1942) è un ex schermidore brasiliano.

## Biografia
Ha partecipato ai Giochi della XIX Olimpiade di Città del Messico nel 1968 ed ai Giochi della XXI Olimpiade di Montréal nel 1976.

## Palmarès
In carriera ha conseguito i seguenti risultati:
- Giochi Panamericani:

San Paolo 1963: argento nella spada a squadre.
Winnipeg 1967: oro nella spada individuale ed argento a squadre.
Cali 1971: argento nella spada a squadre.
Città del Messico 1975: bronzo nella spada a squadre.